# عین صفراء
عین صفراء (به عربی: عين الصفراء) یک شهرداری در الجزایر است که در Aïn Séfra District واقع شده‌است. عین صفراء ۳۴٬۹۶۲ نفر جمعیت دارد و ۱٬۰۸۱ متر بالاتر از سطح دریا واقع شده‌است.

## آب و هوا
در تابستان عموماً گرم و خشک است و در زمستان ها خنک تا سرد، علی‌رغم قرار گرفتن در منطقه گرم بیابانی بارش برف در سال های 1979، 2016/2017 و 2021 داشته است، عمق برف در بارش سال 2017 میلادی در بعضی مناطق به یک متر رسیده است. همچنین در سال 2021 ارتفاع برف در برخی مناطق به 40 سانتی متر نیز رسید.